# ジェリーとジャンボ
ジェリーとジャンボ（Jerry and Jumbo、劇場公開時『脱線小僧』）は、1953年2月21日に公開された『トムとジェリー』シリーズの短編映画作品。日本においては2004年1月1日以降パブリックドメインである。

## スタッフ
- 監督 - ウィリアム・ハンナ　ジョセフ・バーベラ
- 製作 - フレッド・クインビー
- 作画 - ケネス・ミューズ　エド・バージ　アーヴン・スペンス
- 背景 - ロバート・ジェントル
- 音楽 - スコット・ブラッドリー

## 内容
真夜中に走っていたサーカスの汽車。子ゾウのジャンボは母親と眠っていたところ、汽車から転げ落ちてしまう。そして転がった末に、トムの家へと入り込む。
一方、眠りにつこうとしてベッドに入ったトムは寝床に違和感を覚える。何とジャンボがベッドの下にいたのだ。トムを乗せたまま走り出したジャンボは眠るトムを振り落とした挙句、物陰から鼻を使ってトムのミルクを盗み飲みする。
その頃、ジェリーは冷蔵庫からミルク盗み飲みしていた。そこへトムがやってきて、自分のミルクを盗み飲みしたのがジェリーだと疑い殴りつけようとする。すんでのとこでジャンボは鼻でジェリーを吸い取って救う。それから2匹は意気投合して落花生を盗みにかかるが、それもトムにばれてしまい物置部屋に追い詰められてしまう。
そこでジェリーはジャンボに自分と同じ色のペンキを塗りつけ、ネズミに化けさせる。何も知らないトムは、ジェリーと「巨大ネズミ」の入れ替わり立ち代りに混乱しドタバタを起こし、自棄になって猟銃を撃ちまくる。
そこへジャンボを探していた母親ゾウがジャンボと再会。そして、ジャンボは自身と同じように母親にペンキを塗りつけ「超巨大ネズミ」に化けさせた。
ジェリーに巨大ネズミ、そして超巨大ネズミ。混乱するトムはついに発狂し、（旧吹き替え版では「いやー！お化けだー！」と喚きながら）地平線の彼方へ走り去っていくのだった。

## 登場キャラクター
トム
自身の家へ迷い込んだジャンボに翻弄されてジェリーを捕まえられず悪戦苦闘する。ジャンボがネズミに化けたことでさらに苦戦し、巨大ネズミ捕りや猟銃で対抗しようとするも、最後は母親ゾウ扮する巨大ネズミと遭遇し、発狂して塀を突き破って逃走する。
ジェリー
ジャンボ（後に母親ゾウとも）と協力して大小異なるネズミに化ける作戦などでトムを撃退する。
ジャンボ
眠っているうちにサーカスの汽車から転落しトムの家へ迷い込んだ子ゾウ。鼻による吸引力やパワーは強力でトムを幾度となく翻弄し、その後は「正体がばれないよう自身の体にペンキを塗ってもらい巨大ネズミに化ける」方法でトムをボコボコにする。やがて母親との再会を果たし、最後は親子で巨大ネズミに化けてトムを退散させた。
母親ゾウ
サーカスの汽車から転落してしまったジャンボを探し回っていた。終盤でトムの家にてジャンボと再会。最後は自身の体にジャンボからペンキを塗ってもらい「巨大ネズミに化ける」方法でトムを追い払う。